# Wang Dalei
Wang Dalei (王大雷S, Wáng DàléiP; Dalian, 10 gennaio 1989) è un calciatore cinese, portiere dello Shandong Luneng.

## Carriera

### Club
La sua carriera da calciatore professionista inizia nel 2006 militando per una sola stagione nello Shanghai United per poi trasferirsi nel 2007 allo Shanghai Shenhua.
Nell'agosto del 2006 si è allenato con l'Inter.

### Nazionale
Dal 2010 milita nella Nazionale maggiore.

## Statistiche

### Cronologia presenze e reti in nazionale
| Cronologia completa delle presenze e delle reti in nazionale ― Cina | Cronologia completa delle presenze e delle reti in nazionale ― Cina | Cronologia completa delle presenze e delle reti in nazionale ― Cina | Cronologia completa delle presenze e delle reti in nazionale ― Cina | Cronologia completa delle presenze e delle reti in nazionale ― Cina | Cronologia completa delle presenze e delle reti in nazionale ― Cina | Cronologia completa delle presenze e delle reti in nazionale ― Cina | Cronologia completa delle presenze e delle reti in nazionale ― Cina |
| Data                                                                | Città                                                               | In casa                                                             | Risultato                                                           | Ospiti                                                              | Competizione                                                        | Reti                                                                | Note                                                                |
| ------------------------------------------------------------------- | ------------------------------------------------------------------- | ------------------------------------------------------------------- | ------------------------------------------------------------------- | ------------------------------------------------------------------- | ------------------------------------------------------------------- | ------------------------------------------------------------------- | ------------------------------------------------------------------- |
| 5-6-2025                                                            | Giacarta                                                            | Indonesia                                                           | 1 – 0                                                               | Cina                                                                | Qual. Mondiali 2026                                                 | -1                                                                  | cap.                                                                |
| Totale                                                              |                                                                     | Presenze                                                            | 1                                                                   |                                                                     | Reti                                                                | -1                                                                  |                                                                     |

## Palmarès

### Club

#### Competizioni nazionali
- Coppa della Cina: 3

Shandong Luneng: 2020, 2021, 2022

#### Competizioni internazionali
- A3 Champions Cup: 1

Shanghai Shenhua: 2007